# Seriphidomyia verticillata
Seriphidomyia verticillata är en tvåvingeart som beskrevs av Fedotova 2000. Seriphidomyia verticillata ingår i släktet Seriphidomyia och familjen gallmyggor.
Artens utbredningsområde är Kazakstan. Inga underarter finns listade i Catalogue of Life.